# Золотая медаль имени А. Д. Сахарова
- Лицевая сторона медали
- Обратная сторона медали

Золотая медаль имени А. Д. Сахарова присуждается Российской академией наук с 1995 года за выдающиеся работы по физике ядра, физике элементарных частиц и космологии. Медаль может быть присуждена как российскому, так и иностранному учёному. Носит имя российского учёного Андрея Дмитриевича Сахарова.

## История
Медаль была учреждена Постановлением Президиума АН СССР от 23 января 1990 г. № 80 «Об увековечении памяти академика Сахарова А. Д.». Медаль вручается раз в пять лет.

## Награждённые учёные
| Год  | Лауреат                             | За какие работы |
| ---- | ----------------------------------- | --- |
| 1996 | Фрадкин, Ефим Самойлович            | За серию работ по квантовой теории поля |
| 2001 | Имшенник, Владимир Сергеевич        | За цикл работ по гидродинамике, физике термоядерной плазмы и теории взрывов сверхновых звёзд                                                                               |
| 2006 | Илькаев, Радий Иванович             | За «Комплекс теоретических и экспериментальных работ по изучению и управлению ядерно-физическими и гидродинамическими процессами в плазме с высокой концентрацией энергии» |
| 2011 | Шапошников, Михаил Евгеньевич       | За цикл работ «Электрослабые процессы при высоких температурах и барионная асимметрия Вселенной»                                                                           |
| 2016 | Старобинский, Алексей Александрович | За цикл работ по разработке теории де-ситтеровской (инфляционной) стадии в ранней Вселенной                                                                                |
| 2021 | Муханов, Вячеслав Фёдорович         | За пионерский вклад в квантовую теорию образования крупномасштабной структуры Вселенной.                                                                                   |